# Goce Sedloski
Goce Sedloski (en macédonien : Гоце Седлоски) est un footballeur international macédonien devenu entraîneur, né le 10 avril 1974 à Golemo Konyari en Macédoine.

## Biographie
Il est vice-recordman de sélections en équipe de Macédoine (100), derrière Goran Pandev (122).

## Palmarès d'entraineur
- Championnat de Macédoine : 2016 et 2017